# Рыночные отношения (группа)
«Рыночные отношения» (сокращённо — «Рынок» или «РО») — российская рэп-группа из Москвы, образованная в 2004 году.

## История группы
Группа «Рыночные отношения» образовалась в 2004 году, изначально позиционируясь не более, чем шутка. Название было придумано учащимися экономического факультета, «Бразильцем» и «Труманом», во время занятий в университете, когда преподаватель говорил про рыночные отношения.
Первую популярность группа получила в 2005 году с альбомом «Гамарджоба», в котором её участники в образе рыночных продавцов исполняли рэп с кавказским акцентом.
В 2016 году участники группы «Рыночные отношения» были задержаны с 18 кг марокканского гашиша, в результате чего Сергей «Бразилец» Мишко и Никита «Ост» Савинкин получили около шести лет лишения свободы по статье 228 УК РФ. Евгений «Румяный» Румянцев и Антон «Сыт» Сытенко пошли на сделку со следствием и получили условные сроки. В дальнейшем «Румяный» и «Сыт» покинули группу.
В 2019 году по обвинению в распространении экстремистских материалов был оштрафован житель Курской области, опубликовавший в 2012 году на своей странице в соцсети «ВКонтакте» видеозапись под названием «Д. Медведев — чтоб мусора» с песней, якобы записанной совместно группами «Рыночные отношения» и «Чёрная экономика» и занесённой в 2016 году в федеральный список экстремистских материалов решением Хабаровского районного суда Хабаровского края (на самом деле эта песня не авторства и исполнения РО и ЧЭ).
В 2020 году вышел альбом «2020».
В сентябре 2021 года группа выпустила альбом «2021», который занял четвёртое место в чарте Apple Music. Через две недели после выхода альбома группа представила новый сингл — «Жаркий ноябрь».
В 2022 году у «Рыночных отношений» вышел альбом «2193», в котором приняли участие такие рэп-исполнители, как MC 1.8, «Брутто», Da Trigga, «Dr. Флэш», «Бэнг», «Гена Гром», Hallohood, «Гуляй рванина», «Копей» и Slimus. В том же году «Ост» покинул группу из-за конфликта с «Бразильцем».
21 октября 2022 года Slimus выпустил совместный альбом с «Бразильцем» под названием «Вид на жизнь», в котором приняли участие «Бэнг», Metox, «Морд», «Гуляй рванина», «Хатын», Loc-Dog

## Состав
Нынешние участники
- Бразилец (2004 — наст. время)
- Бэнг (2012 — наст. время)

Бывшие участники
- Ефим
- Труман
- Румяный
- Скромная
- Сыт
- Шахматист
- Джед
- Ост

## Дискография

### Студийные альбомы
- «Гамарджоба» (2005)
- «Мишкин 1988—1488» (2007)
- «Незнамо чё» (2009)
- «ЧЭРО» (совм. с Чёрной Экономикой) (2009)
- «Новый Альбом» (2010)
- «2012» (2012)
- «2013» (2013)
- «Traffic Session Vol.1» (2013)
- «2014» (2014)
- «2015» (2015)
- «Пара Лет Тишины» (2018) (сборник)
- «2019» (2019)
- «2020» (2020)
- «2021» (2021) (альбом Бразильца)
- «2193» (2022) (альбом Оста)
- «2024» (2024)

Бэнг:
- Бэнг (РО) — Один за всех и все за одного (2013)
- Бэнг (РО) & Хоккеист — Майкский (2014)
- Бэнг (РО) & Хоккеист — Сфера (2015)
- Бэнг (РО) - Гринчик (2023)
- Бэнг (РО) - Гринч (2025)

Шахматист
- Шахматист (РО) — «П---а в говне» (2006)
- Были времена, был и криминал

Бразилец
- Вид на жизнь (совместно со Slimus)

### Гостевое участие
- 2007 — «Саша Курдасов и Женя Гузненков» — «Kunteynir»
- 2008 — «Составчик тронулся» — Loc-Dog
- 2021 — «Бездарь» — Loc-Dog
- «Где же душа?» — FEDUK
- «Снова на бит» — «Красное дерево»
- «Песня о песне» — Витя АК
- «Гидропоника» — Витя АК, «Чёрная экономика»
- «За пацанов» — «Полумягкие»
- «Ёбанный стос» — «Брутто»
- «Обратно» — LIZER
- «С теми» — Timalone
- «На брендах» — FEDUK

## Видеоклипы
- 2021 — «К.О»
- 2021 — «Бездарь» feat. Loc-Dog
- 2021 — «Улица» feat. Чёрная экономика[18]
- 2021 — «Один цвет» feat. Slimus
- 2021 — «Пазл» feat. Pra(Killa’Gramm), Сосо Павлиашвили[19]